# 神岡鉄道KM-100形気動車

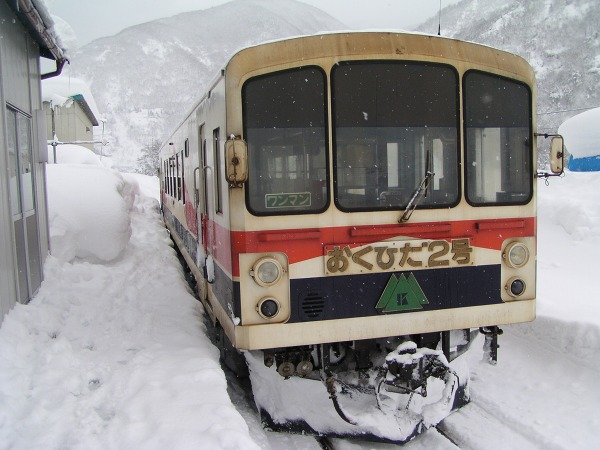
KM-151（おくひだ2号）

神岡鉄道KM-100形気動車（かみおかてつどうKM-100がたきどうしゃ）は、神岡鉄道が1984年（昭和59年）の開業にあわせて導入した鉄道車両（気動車）である。
本記事では、ほぼ同形のKM-150形気動車についても記述する。

## 概要
神岡線が1984年10月1日に第三セクターの神岡鉄道に転換されるのを前に、新潟鐵工所によりKM-100形1両（KM-101）とKM-150形1両（KM-151）が製造された。車体、エンジンなどは新製しているが、転換交付金の一部を赤字補填の影響で内部留保されており、費用を安く抑えざるを得なかったため台車や液体変速機など一部の機器類は国鉄キハ20形気動車の廃車解体発生部品を流用している。
形式のKMはKamioka Myrailの略で、沿線住民への親しみを込めたものであり、KM-101には「おくひだ1号」、KM-151には「おくひだ2号」の愛称が一般公募により付けられた。
いずれもワンマン運転に対応した構造である。

## 構造

### 車体
車体は両運転台構造で、全長18.5 m（車体長18 m）全幅2.960 mの普通鋼であり、同時期に導入された三陸鉄道36-100形気動車と同寸法である。
前面形状は、切妻構造の貫通路を設けない非貫通形であり、運転席からの広い視野を確保するために3枚窓とし中央の窓の幅が両端に比べ広くなっている。
前面下部両裾には前照灯（前部標識灯）と後部標識灯（尾灯）をそれぞれ両端に2箇所ずつ設置しており、AW-5型空気笛を両端に1個設置している。車体両側面には戸閉車側表示灯が2灯、機関異常車側表示灯が2灯、非常通報車側表示灯が2灯設置している。乗務員室扉は設けず客室から運転室に出入りするようになっている。
車体塗色は、沿線住民からの公募で選ばれており、アイボリーホワイトを基調とし、沿線に流れている高原川を表現するために下部に青色の帯を入れ、両側面と前後部には飛騨の山岳地帯を表現するために赤色と青色の帯の塗装とした。
連結器は密着式小型自動連結器、緩衝器はRD13ゴム緩衝器をそれぞれ装備しており、また大型のスノープラウを装備している。。

### 車内

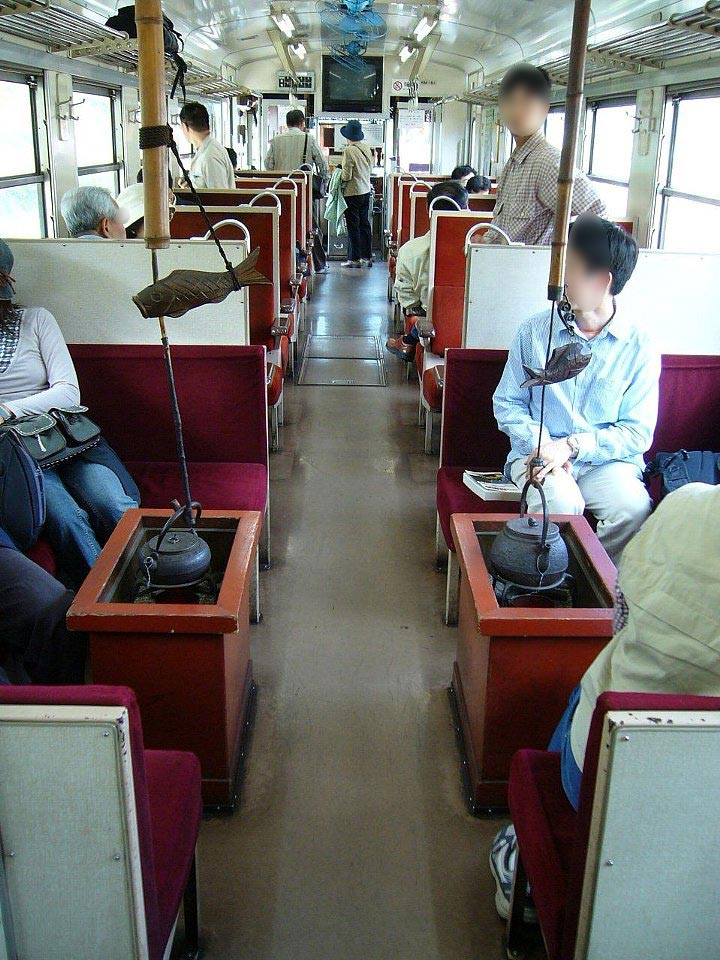
KM-151車内 いろりを模したコの字型シートがあった

乗降扉は、幅850 mmで車体両端2箇所であり、冬の気象条件で- 10度以下の日が多数あることや乗降客数が少ないこと、戸閉装置に廃車解体発生部品を流用していることから、ステップ付きの引き戸を設置し開閉は常時半自動扱いとし、凍結防止用にレールヒーターを設け、乗降扉が開いていると車両が出発できない戸閉保安を設けている。
床構造は、厚さ2.3 mmの鋼板で、その上に厚さ3 mmの塩化ビニール樹脂床敷物を取り付けており、床板の裏面に断熱材を塗布している。
客室は、内装はメラミン樹脂積層アルミ化粧板を使用しており、乗降口の両端にロングシートで中央には向かい合わせの固定クロスシートがシートピッチ1520 mmで配置され、従来の国鉄型車両より広く取られており、座席のシートはオレンジ色である。車端部にはサロンコーナーとして囲炉裏を模したスペースが設けられており、天井から本物の自在カギを下げており、鉄ビンを掛けて飾っている。この囲炉裏コーナーは、イベント時にはテーブルをセットできる構造となっており、KM-151は便所部分の壁にコミュニティボードを設置し、車内の前位運転台にビデオモニターやカラオケ装置が組み込まれ、ビデオやカラオケ用のスピーカーは案内放送系統とは別に天井に8個設置し、カラオケ用のマイクジャックはサロンコーナーと固定クロスシート部に2箇所設置している。
車内照明は、蛍光灯が12灯、客室予備灯は蛍光灯が3灯設置されている。
側窓は2枚窓であり、扉間に上段固定下段上昇式のユニット窓を6枚設けており、KM-151の便所側側面では便所寄りの窓1枚は横幅が狭く、便所部分には細長い小窓を設けている。
乗務員室は、新製時よりワンマン運転に対応としたため、運転台はできるだけシンプルにまとめ、運転関係機器は国鉄型気動車に準じた配置とし、ワンマン関連の機器、整理券発行機操作盤などがあり、ワンマン運転を行うためにデッドマン装置を設置しており、制御器やブレーキ弁などは廃車解体発生部品を流用しており、運転台が車両前部中央に設けている。運転室と客室の間に上半分に風が直接入り込まないように風防ガラスの仕切り扉を設置しているが、これは運転士の防護と運転士と旅客がスムーズに会話ができること、旅客側からの前方の視界を確保を目的としており、夜間やトンネル内に入ると客室の蛍光灯が反射しないように、仕切り扉のガラスに光線反射を防ぐフィルムを貼り付けている。また、前面窓には広い視界を確保するために熱線入り防曇ガラスの安全ガラスを採用している。
仕切り扉の運転席真後に自動両替機付きの運賃箱、仕切り扉の左上にデジタル表示の運賃表示器、各乗降扉には1箇所ずつ計4箇所に整理券発行機を備える。運転士の負担軽減のために乗降方式を前乗り前降り方式とし、室内と室外にバックミラーを設置しており、確認が容易にできるようにしている。
保安装置は、ATS-Sであり、デッドマン装置を備え、足元に取り付け位置を固定していないデッドマンスイッチが置いており、そのスイッチを足で踏みながらワンマン装置の電源を入れると自動的にデッドマン装置の回路が作動する仕組みである。
トイレは、KM-151に設置されており、付随台車側に1箇所あり、構造はFRPユニットの和式で循環式汚物処理装置を装備し、床下にSUS製の汚物タンクを設け、汚物タンク全体に断熱材を取り付けし排水コックにはカバーを取り付けた。また循環式汚物処理装置には送転回路を設置し、便器の手洗い水の残水は汚物タンクに送られるようになっており、汚物の排出は神岡鉱山前駅の構内にある下水路に自然排出する仕組みとしている。

### 走行装置
走行用ディーゼルエンジンは、国鉄キハ37形気動車や三陸鉄道36-100形気動車と同一である新潟鐵工所製の6L13AS（169 kW (230 PS) / 1,900 rpm）を1基搭載し、直噴式となったため、DMH17系エンジンなど従来の気動車のエンジンより始動性の向上、15%から20%程度燃料の消費が軽減、2割から4割程度部品点数が少なくなっており、保守費の低減や信頼性の向上を図ることができた。
最高速度は95km/hであるが、ワンマン運転を実施していたため、最高運転速度は65 km/hとした。
液体変速機は、変速1段・直結1段新潟コンバーター製液体式・DF115Aであり、廃車解体発生部品を流用している。
制動装置は、国鉄型気動車と同等のDA1A空気ブレーキであり、保安ブレーキや手用ブレーキを設けている。A制御弁には冬季の凍結防止のためにヒーター付の保温箱を設置した。
台車は、動力台車形式はDT22A、付随台車形式はTR51Aであり、同じく国鉄型気動車と同等であり廃車解体発生部品を流用している。

### 空調装置
暖房装置は、大容量の分散式温水温風ファンで、能力は44.7kW（38,400 kcal/h）である。冷房装置は設置されていないため、代わりに押込通風機が5個備え付けられている。

## 運用
神岡鉄道が第3セクター鉄道として開業した1984年10月1日から、2006年（平成18年）12月1日の廃止まで神岡線で使用された。通常は、どちらかの1両にて運行されていたが、多客期及び廃線間際には両方の2両にて運行された。2006年12月1日の廃止に向け、同年11月3日から廃止を告げる特製のヘッドマークを先頭車の前面に装着していた。

## 神岡鉄道廃止後
エンブレム等が取り外され旧神岡鉱山前駅構内の車庫にて2両とも保存された。これは地元自治体である飛騨市が構想していた観光鉄道化に備えたものであったが、市長の交代等に伴って構想は撤回され、車庫内での留置が続いた。
2016年（平成28年）12月、飛騨市は補正予算に、廃線跡を活用した「ロスト・ライン・パーク」構想のための費用を盛り込み、その一環として保存中の本形式1両（KM-101）を旧奥飛騨温泉口駅に移設する予定であると発表した。2017年（平成29年）4月8日、廃止以来約10年ぶりに自力走行を走行した。奥飛騨温泉口駅で展示され、冬に入る頃には再び自力走行により旧神岡鉱山前駅の車庫に戻る。